# Anticítera

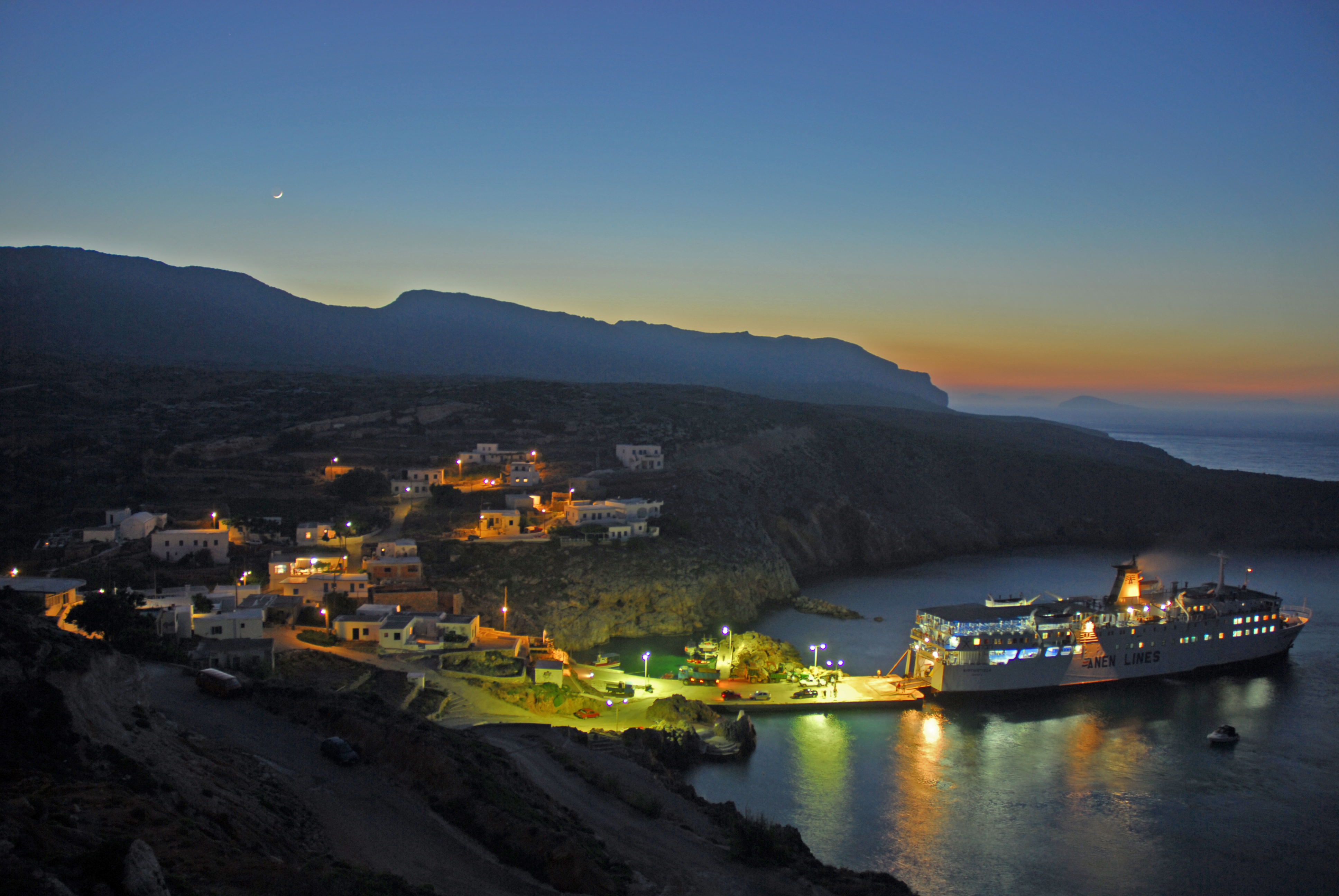
O porto de Anticítera à noite

Anticítera (em grego: Αντικύθηρα, Antikythira) é uma pequena ilha no sul da Grécia, situada entre as ilhas de Citera e Creta.
A ilha ficou famosa por ter sido descoberto, no seu litoral, em 1900, o dispositivo que ficou conhecido como Máquina de Anticítera, que provavelmente é o mais antigo computador mecânico da História.
A ilha tinha 44 habitantes segundo os dados do censo de 2001.
A ilha tem sofrido com o envelhecimento da população e viu-se reduzida a apenas 20 moradores em 2019.

## Geografia

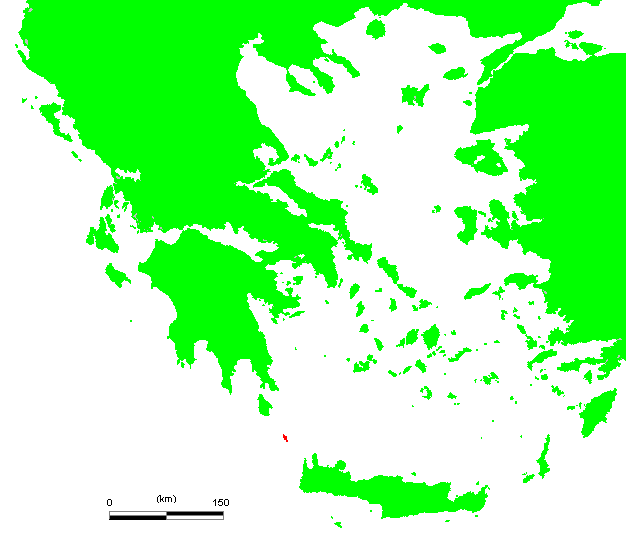
Localização de Anticítera

A ilha de Anticítera tem uma área de 20,43 quilômetros quadrados e está a 38 quilômetros de distância da ilha de Cítera.
Tem apenas uma vila, Potamos, que também serve como o principal porto e ponto de chegada da ilha. A ilha é de difícil acesso, embora exista um ferry para Potamos, que funciona entre Antikythera e Creta, numa viagem que demora duas horas.